# Ozarba densa
Ozarba densa là một loài bướm đêm trong họ Noctuidae.